# Bleskensgraaf en Hofwegen
Bleskensgraaf en Hofwegen war eine Gemeinde in der niederländischen Provinz Südholland. Sie wurde am 1. September 1855 durch die Vereinigung der beiden Gemeinden Bleskensgraaf und Hofwegen gebildet. Am 1. Januar 1986 wurde sie mit Brandwijk, Goudriaan, Molenaarsgraaf, Ottoland, Oud-Alblas und Wijngaarden zur neuen Gemeinde Graafstroom zusammengeschlossen. Diese Gemeinde wurde aufgelöst. Ihr Gebiet gehört seit dem 1. Januar 2013 zur Gemeinde Molenwaard und seit 2019 zu Molenlanden.

## Persönlichkeiten
- Willem Aantjes (1923–2015), niederländischer Politiker und Mitglied in der Germanischen SS